# 채성학
채성학(?~)은 조선민주주의인민공화국의 정치인이자, 금융인이다. 2005년부터 2010년까지 라선시 인민위원회 부위원장을 역임했고, 2021년 1월 17일부터 2023년 9월 27일까지 조선민주주의인민공화국 중앙은행 총재직을 역임했다.